# Ross James Smith
Ross James Smith (* 11. April 1985 in Swan Hill) ist ein australischer Badmintonspieler. 

## Karriere
Ross Smith nahm 2008 im Herrendoppel an Olympia teil. Er startete dabei mit Glenn Warfe. Sie verloren jedoch schon ihr Auftaktmatch und wurden somit 9. in der Endabrechnung. Im gleichen Jahr gewannen beide die Ozeanienmeisterschaft.

## Sportliche Erfolge
| Saison | Veranstaltung                     | Disziplin    | Platz | Name                           |
| ------ | --------------------------------- | ------------ | ----- | ------------------------------ |
| 2005   | Fiji International                | Herrendoppel | 1     | Glenn Warfe / Ross Smith       |
| 2006   | Australien: Einzelmeisterschaften | Mixed        | 1     | Ross Smith / Tania Luiz        |
| 2006   | Victorian International           | Mixed        | 3     | Ross Smith / Tania Luiz        |
| 2006   | Australien: Einzelmeisterschaften | Herrendoppel | 2     | Ross Smith / Glen Warfe        |
| 2006   | Ozeanienmeisterschaft             | Herrendoppel | 3     | Ross Smith / Glenn Warfe       |
| 2008   | Ozeanienmeisterschaft             | Herrendoppel | 1     | Glenn Warfe / Ross Smith       |
| 2010   | Tahiti International              | Herrendoppel | 1     | Glenn Warfe / Ross Smith       |
| 2010   | Tahiti International              | Mixed        | 1     | Ross Smith / Kate Wilson-Smith |
| 2010   | Ozeanienmeisterschaft             | Herrendoppel | 1     | Glenn Warfe / Ross Smith       |
| 2013   | Auckland International            | Herrendoppel | 1     | Robin Middleton / Ross Smith   |
| 2013   | Auckland International            | Mixed        | 1     | Ross Smith / Renuga Veeran     |